# Эффект однородности чужой группы
Эффект однородности «чужой» группы (Эффект гомогенности аутгруппы) заключается в восприятии представителей «чужих» групп как более похожих друг на друга людей, а представителей «своей» группы как более уникальных. Эффект однородности «чужой» группы относится к эффектам межгруппового восприятия, среди которых также эффект «белой вороны» (black sheep effect), ингрупповой фаворитизм и аутгрупповая враждебность.

## История
Эффект однородности чужой группы впервые был замечен психологами в начале 1920-х годов в контексте расовых предрассудков, а его активное изучение началось только в начале 1980-х годов. Данный эффект не раз был доказан экспериментально. Один из таких экспериментов был проведён американскими психологами Бернадетт Парк и Майрон Ротбарт. Было проведено четыре разных серии для подтверждения гипотезы о том, что члены группы воспринимают представителей собственной группы как более уникальных и непохожих, чем представителей чужой группы. В первых двух сериях эксперимента было доказано, что уровень гендерной стереотипизации по отношению к чужой группе намного выше, чем к своей. В третьей серии эксперимента жители из трёх разных студенческих городков напрямую оценивали степень сходства членов своей группы (жителей своего студенческого городка) и степень сходства членов других групп. В итоге большинство оценило членов своей группы как более разнообразных и уникальных, чем членов чужой группы. В четвёртой серии эксперимента было установлено, что мужчины и женщины чаще запоминают атрибуты представителей своей группы, а не чужой.

## Основные подходы
Существует две основные теории, объясняющие данный эффект:
- Теория социальной идентичности. Данная теория появилась в конце 1960-х — начале 1970-х годов в контексте межгрупповой дифференциации. В конце 1970-х — начале 1980-x годов Анри Тэшфел и Джон Тёрнер сформулировали основные положения теории социальной идентификации[6]. Согласно данной теории, эффект однородности чужой группы обусловлен мотивационными факторами, то есть его появление связано с потребностью в формировании положительной социальной идентичности[4][7]. Например, эффект однородности чужой группы может проявляться, если представители группы относятся к группе меньшинств. Тогда члены этой группы будут склонны подчёркивать внутригрупповую солидарность, акцентируя при этом внимание на уникальности своей группы. Это связано с тем, что члены групп меньшинств, ввиду их статуса, могут быть подвержены травле. Также эффект однородности чужой группы, согласно данной теории, может проявляться для повышения индивидом своей самооценки и для подтверждения уникальности своего «Я»[8].

- Теория самокатегоризации. Теория была предложена Джоном Тёрнером и Пенелопой Эуокес в 1987 году[9]. Согласно ей, данный эффект обусловлен когнитивными факторами — люди знают представителей своей группы лучше, чем представителей чужой группы, и поэтому видят больше различий внутри своей группы. Соответственно, различиям между членами чужой группы уделяется меньше внимания, что приводит к восприятию чужой группы как более однородной[10][11]. Кроме того чужая группа в сознании индивида воспринимается как единое целое, а своя группа воспринимается как ряд разных категорий, то есть при восприятии членов чужой группы происходит их деиндивидуализация. Помимо этого, люди чаще пересматривают свои представления о членах своей группы, чем о членах чужой группы. Соответственно, в связи с тем, что люди чаще меняют свои представления, их группа воспринимается ими как разнообразная, а чужая остаётся более простой и однородной[12].

## Причины возникновения
На проявление эффекта гомогенности аутгруппы влияет большое число различных факторов. Первой группой таких переменных выступают непосредственно особенности самого субъекта, оценивающего внешнюю группу. Например, страх перед представителями аутгруппы делает её менее дифференцированной в восприятии индивида. Кроме того, играют роль и ценности той группы, в которой находится он сам. Так, члены групп с сильно выраженной коллективистской идеологией воспринимают ингруппу как гомогенную, а аутгруппы как гетерогенные. Такой же механизм действует и в обратном случае.
Вторая группа переменных это характеристики групп в рамках их межгрупповых взаимодействий. Во-первых, на восприятие группами друг друга сильно влияет их численность. Чем больше одна группа по отношению к другой, тем более гомогенной первая воспринимает последнюю. При этом само меньшинство внутри себя воспринимает также менее дифференцированным. В небольших группах также выступает как фактор их статус. Более высокостатусные сообщества воспринимают самих себя более гомогенными, чем низкостатусные. Кроме того в небольших низкостатусных группах часто наблюдается стабильная иерархия, которая увеличивает степень её гетерогенности для самих её членов.
Во-вторых, степень закрытости или проницаемости также ведёт к различному восприятию представителей аутгруппы. Для закрытой группы более характерен данный эффект, чем для той, границы которой более проницаемы.
В-третьих, в межгрупповых отношениях также играет роль стадия развития той или иной группы. На пике темпа процесса развития эффект однородности аутгруппы достигает максимума в ингруппе.
В экспериментальных условиях были выявлены следующие закономерности, при которых проявляется этот эффект:
1. Степень эффекта гомогенности аутгруппы также зависит от тех обстоятельств, в которых происходит сравнение ингруппы и аутгруппы. Так, восприятие человеком аутгруппы сильно зависит от контекста этого восприятия. Если человека просят оценить окружающих или своих знакомых в контексте именно межгруппового сравнения, то гомогенность и ингруппы, и аутгруппы будет расти. В повседневных же ситуациях мы склонны к большей дифференциации окружающих.
2. Помимо контекста сравнения спровоцировать данный эффект может порядок сравнения групп. Так, каждая последующая группа, которую предлагают респонденту для оценки, будет казаться ему более однородной, чем предыдущая. Скорее всего это связано с тем, что уже оценивая вторую группу, испытуемый осознаёт, что от него требуется именно сравнение в групповом контексте, что возвращает нас к первому пункту.
3. Кроме того, наличие конфликта между группами также влияет на степень гомогенности аутгруппы. Чем враждебнее настроены члены одной группы по отношению к другой, тем более гомогенной будет восприниматься последняя. Кроме того, если между общностями наблюдается конкуренция, то члены аутгруппы восприниматься членами ингруппы будут как менее дифференцированные.[13]